# 哈帕兰达
哈帕兰达是瑞典北博滕省的一个镇，邻近芬兰边境，托爾尼奧也在附近。哈帕蘭達人口為4,778人（2005年），都會區人口為10,200人。

## 外部連結
维基共享资源上的相關多媒體資源：哈帕兰达